# Andwuelle Wright
Pour les articles homonymes, voir Wright.
Andwuelle Wright (né le 8 août 1997) est un athlète trinidadien, spécialiste du saut en longueur. 

## Biographie
En 2018 il devient le troisième athlète trinidadien à franchir plus de 8 m au saut en longueur.
Lors des championnats nationaux de Port-d'Espagne il bat le record de Trinité-et-Tobago que détenait son entraîneur Wendell Williams, avec un saut à 8,23 m.
En 2019 il remporte la médaille d'or championnats d'Amérique du Nord, d'Amérique centrale et des Caraïbes d'athlétisme espoirs. Il améliore à cette occasion son record de 2 cm.

## Palmarès
| Date | Compétition                              | Lieu         | Résultat | Marque |
| ---- | ---------------------------------------- | ------------ | -------- | ------ |
| 2018 | Jeux d'Amérique centrale et des Caraïbes | Barranquilla | 3e       | 7,94 m |

## Records
| Épreuve          | Marque      | Lieu      | Date           |
| ---------------- | ----------- | --------- | -------------- |
| Saut en longueur | 8,25 m (NR) | Querétaro | 5 juillet 2019 |